# Taylor Decker
Taylor Decker (Vandalia, 23 agosto 1994) è un giocatore di football americano statunitense che milita nel ruolo di offensive tackle per i Detroit Lions della National Football League (NFL).

## Biografia

### Carriera universitaria
Decker al college giocò con gli Ohio State Buckeyes dal 2012 al 2015. Divenne titolare a partire dalla sua seconda stagione e nella successiva vinse il campionato NCAA. Nel 2015 fu premiato come offensive lineman dell'anno della Big Ten Conference e come All-American.

### Carriera professionistica
Decker fu scelto come 16º assoluto nel Draft NFL 2016 dai Detroit Lions. Nella sua stagione da rookie disputò tutte le 16 partite come titolare e fu l'unico giocatore, assieme al quarterback Matthew Stafford, a giocare ogni snap offensivo della squadra. La Pro Football Writers of America lo inserì nella formazione ideale dei rookie.
Il 6 giugno 2017 fu annunciato che Decker si sarebbe sottoposto a un intervento chirurgico alla spalla, rimanendo fuori dai campi di gioco per un periodo tra i quattro e i sei mesi. A inizio stagione fu inserito nella lista dei giocatori impossibilitati a scendere in campo. Tornó attivo l'11 novembre 2017 e partì come titolare nelle ultime otto gare della stagione come tackle sinistro.
Il 2 dicembre 2018 Decker ricevette un passaggio da touchdown da Matthew Stafford e durante i festeggiamenti lanció il pallone in tribuna. Dopo la partita Decker twittó che quello era stato in assoluto il primo touchdown della sua carriera da quando aveva iniziato a giocare a football in prima elementare. e chiese a chiese di potersi mettere in contatto con il tifoso che aveva recuperato il pallone. Vi riuscì il 3 dicembre 2018 e riebbe indietro il pallone.
Il 29 aprile 2019 i Lions esercitarono l'opzione per un quinto anno sul contratto di Decker.
Il 1 settembre 2020 Decker firmó un nuovo contratto quinquennale del valore di 70,35 milioni di dollari con i Lions. Decker rivelò in un'intervista a Pardon My Take di avere giocato l'inizio della stagione 2020 con l'appendicite.
L'11 settembre 2021 Decker fu inserito in lista infortunati per sottoporsi a un intervento chirurgico a un dito. Fu attivato il 2 novembre 2021.
Il 2 gennaio 2022, in una gara contro i Seattle Seahawks, Decker segnò il suo secondo touchdown in carriera su passaggio di Tim Boyle.
Il 29 luglio 2024 Decker firmó un nuovo contratto triennale del valore di 60 milioni di dollari.

## Palmarès
- PFWA All-Rookie Team - 2016